# خورخي كول
خورخي كول (بالإسبانية: Jorge Coll)‏ هو تاجر أعمال فنية إسباني، ولد في عقد 1970.